# Robert Holmes Bell

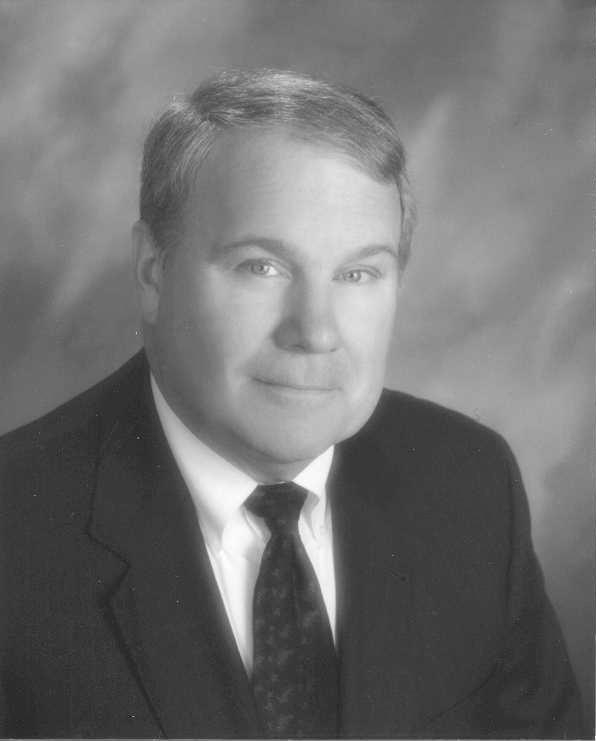
Robert Holmes Bell, ca. 2006

Robert Holmes Bell (* 19. April 1944 in Lansing; † 8. Juni 2023 in East Grand Rapids) war ein US-amerikanischer Jurist und von 1987 bis 2017 Bezirksrichter am United States District Court for the Western District of Michigan.

## Leben
Seine Eltern hießen Preston und Eileen, geborene Holmes. Er beendete die Highschool im Jahr 1963, studierte an der Wheaton College (Bachelor of Arts, 1966) und der Wayne State University (Juris Doctor, 1969).
Anschließend war er von 1969 bis 1973 als stellvertretender Staatsanwalt im Ingham County tätig. Von 1973 bis 1979 war er Richter am District Court und von 1979 bis 1987 am Circuit Court des Countys.
Am 11. März 1987 wurde er von Präsident Ronald Reagan für die Nachfolge von Wendell Alverson Miles am United States District Court for the Western District of Michigan nominiert. Am 1. Juli 1987 wurde er vom Senat bestätigt und trat das Amt am 2. Juli an. Von 2001 bis 2008 war er der vorsitzende Richter dieses Gerichts. Ab dem 31. Januar 2017 bis zu seinem Tod war er im Seniorstatus tätig.
Bell war Distinguished Professor an der Thomas M. Cooley Law School und Dozent am Federal Judicial Center.
Sein Sohn ist Rob Bell, Autor, Pastor und Gründer der Mars Hill Bible Church in Grandville.

## Rezeption
Bundesrichter Chris Yates nannte Bell „einen der Giganten“ („one of the giants“) unter den Bundesrichtern. Als sein wichtigstes Verfahren gilt die Verurteilung von Marvin Gabrion zur Todesstrafe wegen Mordes 2002.
Ab 2010 war er Vorsitzender des Criminal Law Committee der Judicial Conference of the United States. In dieser Funktion erregte er unter anderem Aufmerksamkeit mit einem Brief an den Senat, in dem er sich gegen Mindeststrafen ausspricht.
Von der State Bar of Michigan wurde Bell 2002 als Champion of Justice ausgezeichnet und 2017 mit dem Frank J. Kelley Distinguished Public Service Award geehrt. Zudem erhielt er 2011 den Lifetime Judicial Achievement Award vom Michigan Chapter des American Board of Trial Advocates.
Als Interviewpartner war Bell Teil des Dokumentarfilms Incarcerating US.